# Fallbach-Klettersteig

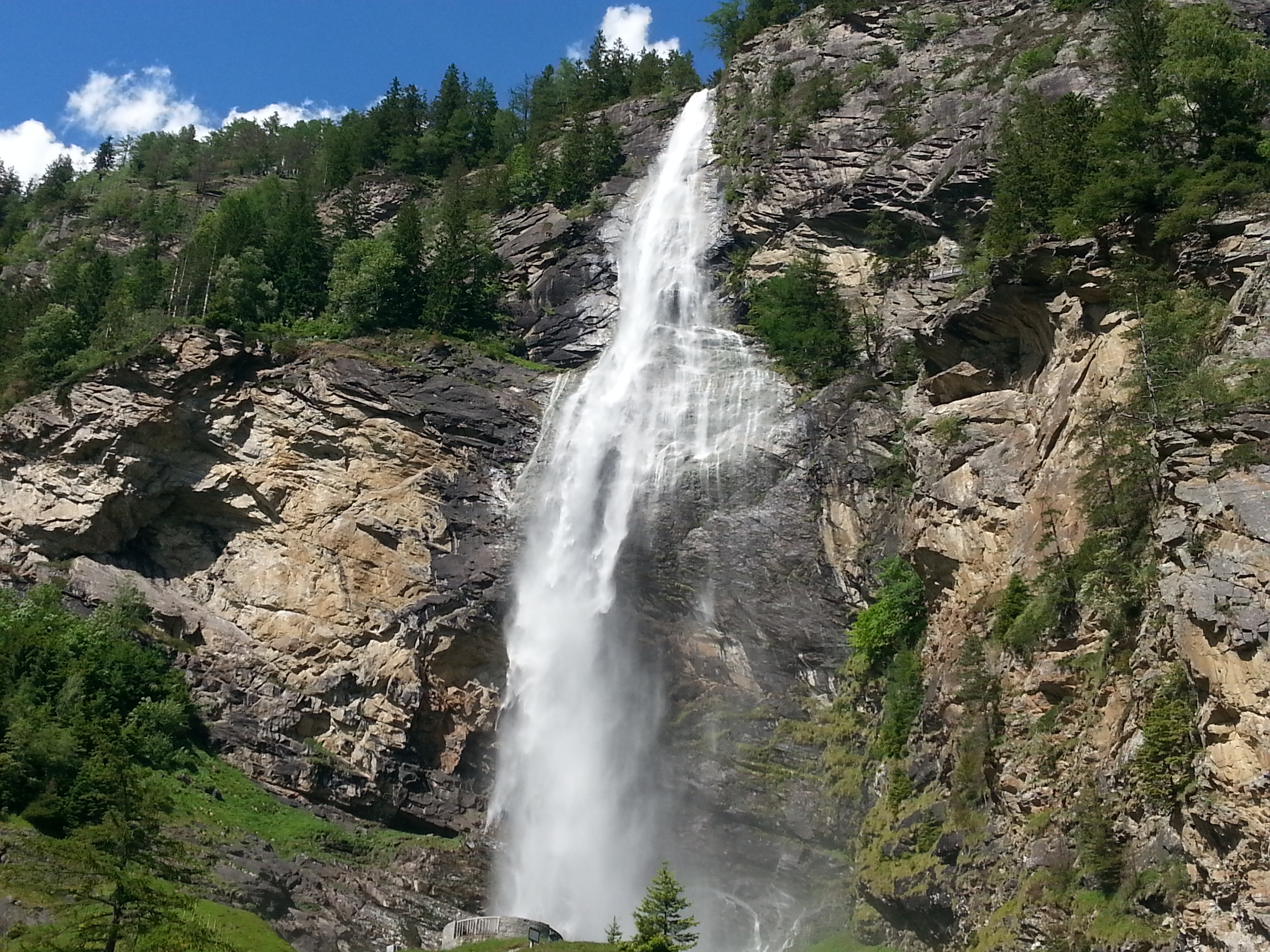
Fallbach-Wasserfall. Der Klettersteig führt über die rechte Wand

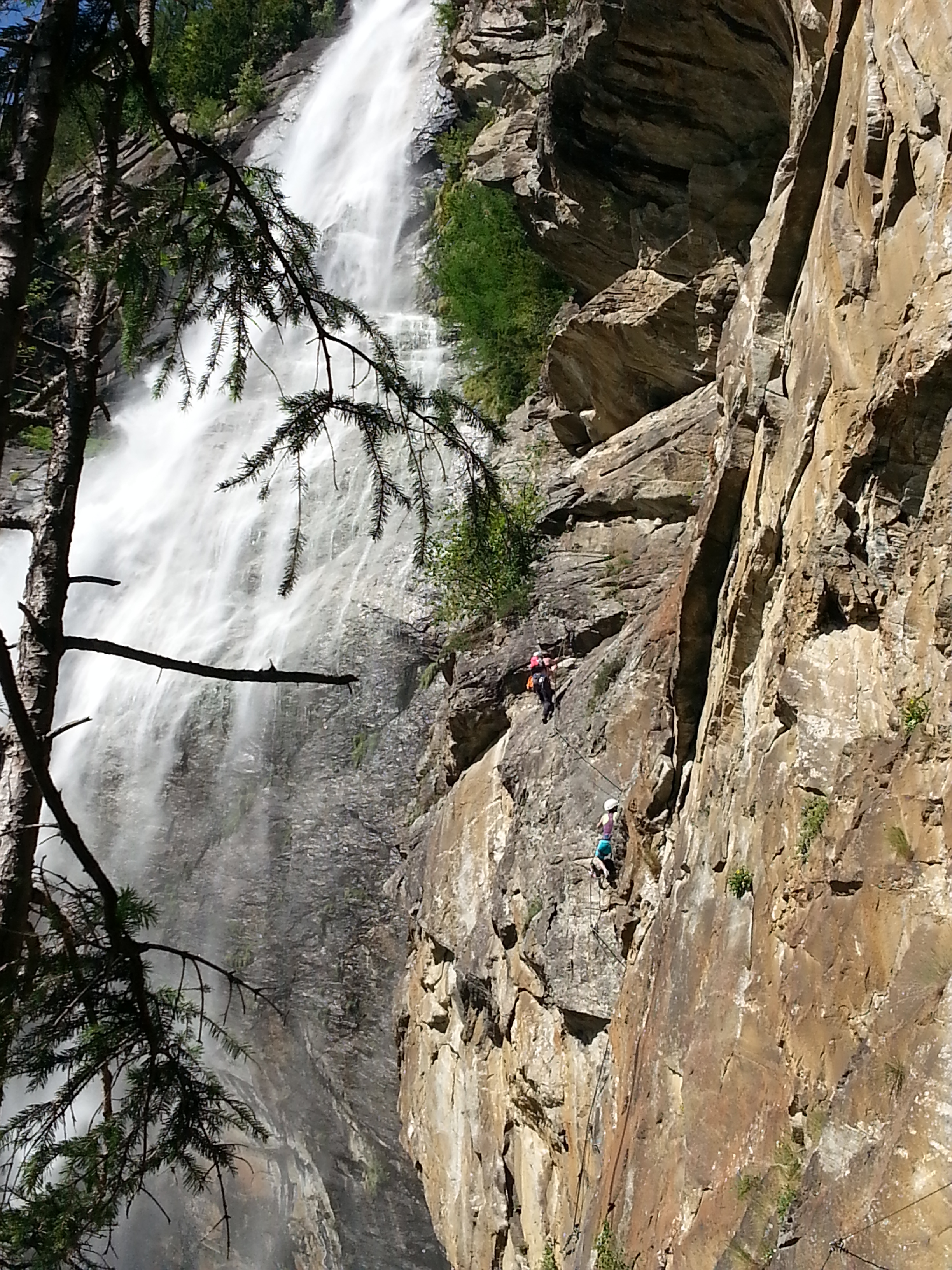
Zwei Kletterer im ersten Abschnitt

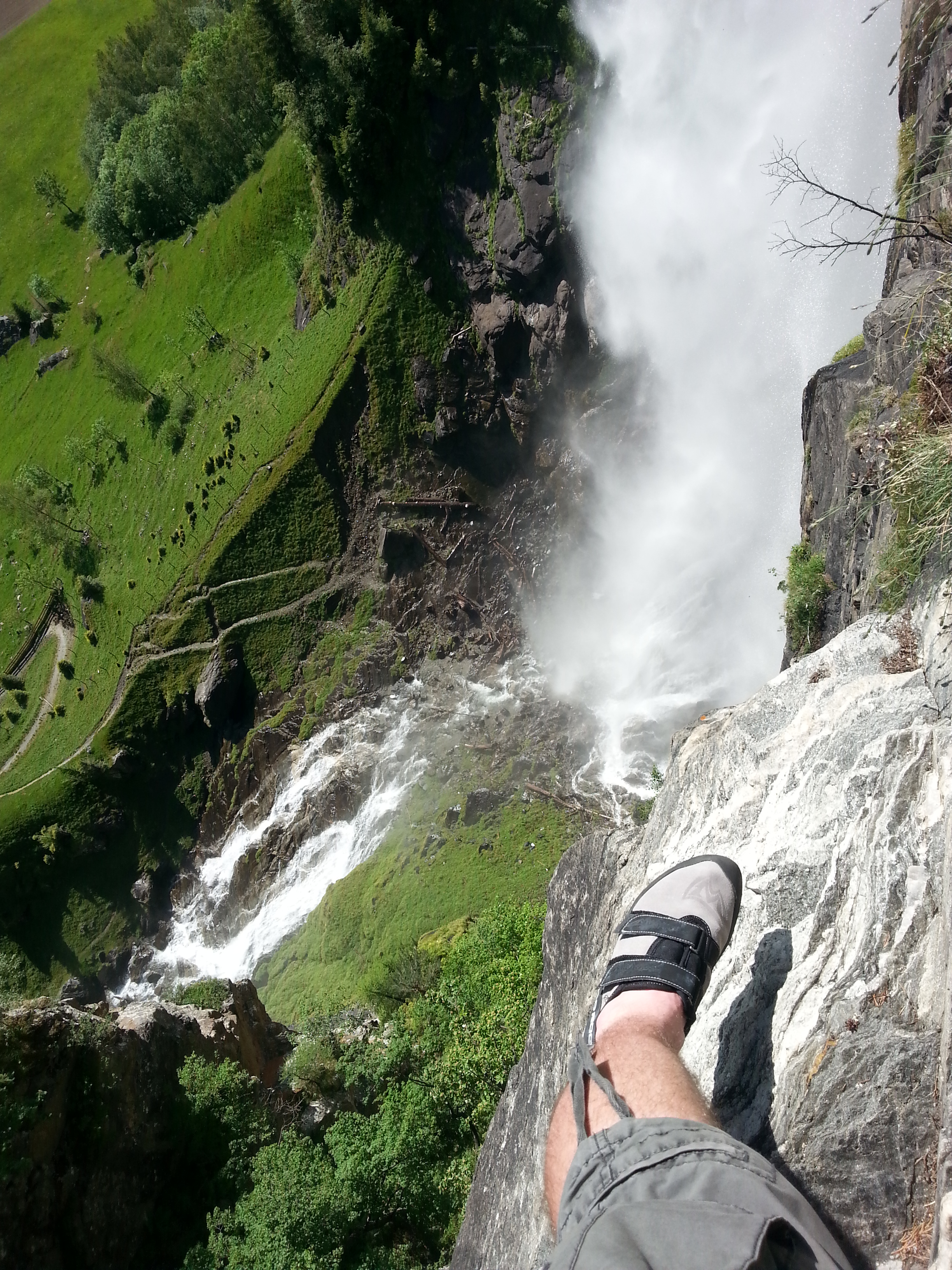
Im zweiten Abschnitt

Der Fallbach-Klettersteig ist ein Klettersteig hoher Schwierigkeitsstufe (D/E) im Gemeindegebiet von Malta, Bezirk Spittal an der Drau, Kärnten, Österreich. Er begleitet den namensgebenden Fallbach-Wasserfall.

## Anfahrt und Lage
Von Salzburg und Villach aus, ist Malta über die Tauern Autobahn (A10), Abfahrt Gmünd, erreichbar. Dann den Beschilderungen Richtung Malta bzw. Maltatal folgen. Rund 4 km nach der Ortschaft Malta, befindet sich im Ortsteil Brandstatt (840 m) rechts der Straße der Fallbach-Wasserfall, wo der Perschitzbach als Fallbach über eine rund 200 m hohe Granitwand abstürzt und somit Österreichs höchsten freifallenden Wasserfall darstellt. Der Bereich des Wasserfalls, verfügt über einen eigenen Parkplatz.
Der Klettersteig führt durch den rechten Wandbereich des Wasserfalls und ist Teil des „Wasserspiele- und Erlebnisparks Fallbach“. Für die Benutzung des Klettersteigs ist eine Erhaltungsgebühr von 5 € zu entrichten, wobei die anschließend ausgehändigte Zahlungsbestätigung, die Benutzung des Klettersteigs für ein ganzes Jahr ohne weitere Kosten ermöglicht. Errichtet und Eröffnet wurde er 2004 von der Tourismus-Initiative „Maltatal Alpin“.

## Verlauf
Über den „Wasserthemenweg“ bis kurz vor den Anstieg zur Aussichtskanzel am Fuße des Wasserfalls. Dort rechts eine mit Stahlseil versicherte Holzbrücke überwinden und links zum Einstieg. Der exponierte, sehr steile und schwierige Sportklettersteig führt durch die rechte Granitwand des Fallbach-Wasserfalls über rund 250 Höhenmeter. Sehr schwierige Passagen wurden durch Bügel, Stifte und Kletterhallengriffe etwas entschärft.
Der Klettersteig ist von seinem Aufbau her, eine Kombination des „Tiroler“- und „Französischen“ Stils. Er ist durchgehend mit einem nicht straff gespannten, 8 mm dicken Sicherungsdrahtseil und einem 16 mm dicken, straff gespannten Handlauf-Drahtseil als Aufstiegshilfe versichert. In das dünnere Seil werden die Karabiner des Klettersteigsets eingeklinkt. Es bildet in steilen Passagen Schlaufen, in die der Kletterer im Falle eines Sturzes hineinfallen soll. Dadurch sollen gefährliche Knickbelastungen der Karabiner verhindert werden. An wenigen Stellen ist nur eines der beiden Seile vorhanden.
Der Klettersteig besteht aus etwa zwei gleich langen Abschnitten. Der erste Abschnitt, vorwiegend mit Schwierigkeit D bewertet, führt bis zu einer als „Felskanzel“ bezeichneten Aussichtsplattform. Unterwegs gibt es aufgrund der Schwierigkeit des Steigs einen Notausstieg, zudem kann der Klettersteig auch über die Felskanzel und den damit verbundenen Wanderweg abgebrochen werden. Über eine Seilbrücke gelangt man zum zweiten Abschnitt, welcher nahezu durchgehend mit E bewertet wird. Dieser führt über steile Platten zum Ausstieg an der Kopfzone des Wasserfalls. Von dort gelangt man über einen teilweise gesicherten Wanderweg zur Straße und damit zum Parkplatz zurück. Die andere Richtung führt über eine Holzbrücke des Bachs weiter auf die Loibspitze (2229 m).
Für die ganze Route sollte eine Dauer von etwa 2 bis 3 Stunden eingeplant werden.